# Vibraye
Vibraye ist eine französische Gemeinde im Département Sarthe in der Region Pays de la Loire. Sie gehört zum Kanton Saint-Calais im Arrondissement Mamers,
In Vibraye leben 2508 Einwohner (Stand 1. Januar 2022) auf einer Fläche von 43,62 km².

## Geografie
Vibraye liegt 40 Kilometer östlich von Le Mans und 70 Kilometer südwestlich von Chartres auf einer Höhe zwischen 107 und 199 Metern. Durch den Ort fließt die Braye, ein Nebenfluss des Loir.

## Partnergemeinde
Vibraye ist Partnergemeinde der niedersächsischen Gemeinde Wagenfeld.

## Verkehr
Die Autoroute A11 (= E 50) von Paris nach Le Mans verläuft nördlich in 11 km Entfernung; die Autoroute A28 (= E 502) von Le Mans nach Tours verläuft westlich in 33 km Entfernung.

## Sehenswürdigkeiten

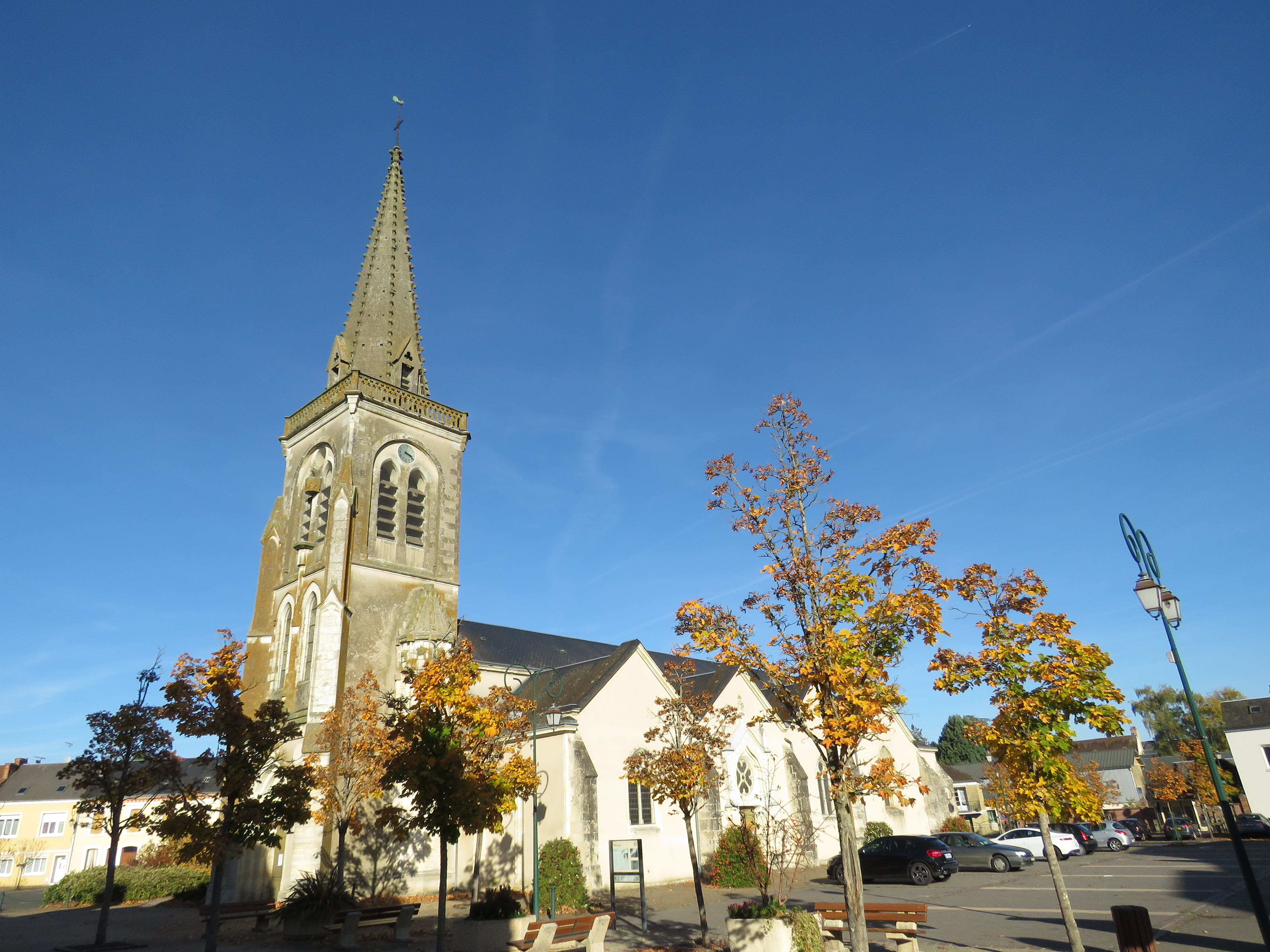
Kirche Saint-Jean-Baptiste

- Ruinen der Abtei Gué-de-Launay
- Kirche Saint-Jean-Baptiste
- Schloss (erbaut 1879)